# Тайният свят на Ариети
„Тайният свят на Ариети“ (на японски: 借りぐらしのアリエッティ) е японски детски анимационен филм от 2010 година на режисьора Хиромаса Йонебаяши по сценарий на Хаяо Миядзаки и Кеико Нива, базиран на детския роман на Мери Нортън от 1952 година „Заемателите“.
В центъра на сюжета са семейство миниатюрни човечета, които живеят в кухини из човешко жилище и използват в бита си изоставени от хората вещи. Филмът е продукция на известното „Студио Гибли“, а неговият водещ автор Хаяо Миядзаки е продуцент и сценарист.
През 2011 година филмът получава „Награда на Японската киноакадемия“ в категорията „Най-добър анимационен филм на годината“.